# Willy Liebel
Friedrich Wilhelm „Willy“ Liebel (* 31. August 1897 in Nürnberg; † 20. April 1945 ebenda) war ein deutscher Politiker (NSDAP) und vom 16. März 1933 bis 20. April 1945 Oberbürgermeister der Stadt Nürnberg.

## Frühe Jahre
Nach Lehrzeit in der väterlichen Druckerei nahm Liebel von 1914 bis 1918 als Freiwilliger am Ersten Weltkrieg teil. Anschließend arbeitete er wieder im Familienbetrieb (ab 1921 als Teilhaber), den er 1926 als Alleininhaber übernahm. In seinem „Verlag Panzerfaust“ wurde ab 1924 völkisches Schrifttum herausgegeben, teilweise auch Der Stürmer. Er war Mitglied der revanchistischen Verbände Reichsflagge und Tannenbergbund (Erich Ludendorff) und Gründer des nationalistischen Verbands Altreichsflagge. Zum 5. November 1925 trat er in die NSDAP ein (Mitgliedsnummer 23.091), am 27. März 1926 wieder aus, im Oktober 1928 wieder ein. Er war ab 1929 Stadtrat (Fraktion der NSDAP) in Nürnberg, ab 1930 Fraktionsführer der NSDAP im Stadtrat.
Liebel war ebenfalls Mitglied der Sturmabteilung (SA), in der er im August 1941 den Rang eines SA-Obergruppenführers erreichte.

## Oberbürgermeister und Leiter des Zentralamts im Rüstungsministerium

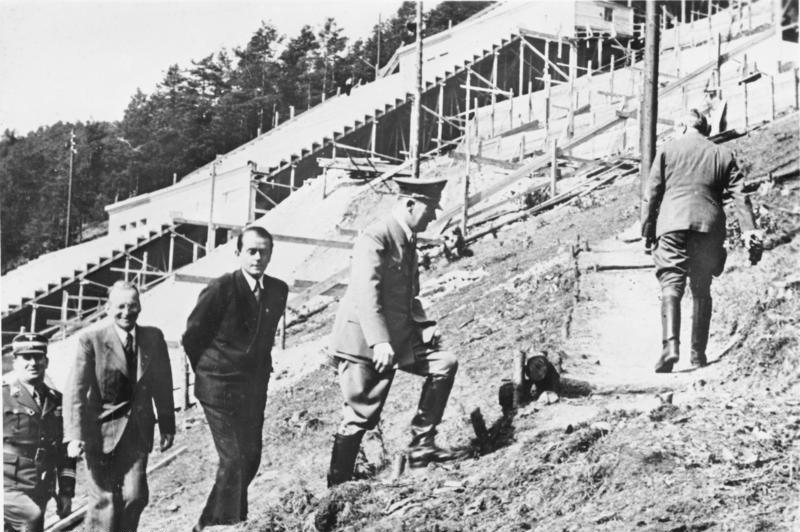
Hitler-Besuch 1938, im Hirschbachtal in der Hersbrucker Schweiz, Teilmodell des Deutschen Stadions. Hinter Hitler Albert Speer und am Ende Liebel.

Zwei Tage vor der Verhaftung des rechtmäßig gewählten Oberbürgermeisters Hermann Luppe am 18. März 1933 durch die bereits nationalsozialistisch geführte Polizei wurde Liebel vom NS-Staatskommissar des bayerischen Innenministeriums illegalerweise mit den Geschäften des ersten Bürgermeisters der Stadt Nürnberg betraut. Am 27. April 1933 wurde Liebel in der konstituierenden Sitzung des von der NSDAP dominierten Stadtrats im Amt des Oberbürgermeisters bestätigt. Von Albert Speer wurde er 1942 als Leiter ins Zentralamt des Rüstungsministeriums berufen und wurde 1944 Mitglied in dessen Arbeitsstab für den Wiederaufbau bombenzerstörter Städte. Das Amt des Oberbürgermeisters behielt er trotz seiner hauptberuflichen Tätigkeit in Berlin bei.
Liebel war Vorsitzender des Zweckverbandes Reichsparteitag, der die von 1933 bis 1938 jährlich in Nürnberg stattfindenden Reichsparteitage organisierte und durchführte. Die Amtszeit Liebels war geprägt durch einen Gegensatz zu Julius Streicher, der als Gauleiter der NSDAP und Herausgeber des antisemitischen Hetzblatts Der Stürmer sowie aufgrund der besonderen Wertschätzung durch Adolf Hitler der de facto mächtigste Mann vor Ort war. Nach der Absetzung Streichers im Februar 1940 durch ein „Ehrengericht“ anderer NSDAP-Gauleiter, an deren Zustandekommen neben Liebel auch der Nürnberger Polizeichef Benno Martin beteiligt war, wurde Karl Holz als Protegé Streichers zunächst Vizegauleiter, kurz vor Kriegsende NSDAP-Gauleiter von Franken und war damit auch der Nachfolger Streichers als örtlicher Gegenspieler Liebels. Während Streicher und Holz in rüder, offen aggressiver und brutaler Art regierten, agierte Liebel eher als Technokrat der Macht und war in seinem Auftreten und in manchen Entscheidungen umgänglicher und konzilianter. So beließ er, im Gegensatz zu zahlreichen anderen nationalsozialistischen Oberbürgermeistern, nach seiner (faktisch illegalen) Berufung zum Oberbürgermeister viele städtische Angestellte in ihren Positionen, die sich vor 1933 aktiv für die demokratische Republik eingesetzt hatten. Auch aus diesem Grund war der Gegensatz Streicher und Holz einerseits, Liebel und Martin andererseits eine Konstante der Lokalpolitik während der gesamten zwölf Jahre der nationalsozialistischen Diktatur. Die unterschiedlichen Führungsstile beziehen sich indessen auf die Form, nicht auf den Inhalt der Politik in der Zeit des Nationalsozialismus. Aufgrund seiner Position war Liebel weitaus mehr an den Verbrechen des NS-Regimes beteiligt als Streicher, der durch seine unaufhörliche Agitation einen wesentlichen Beitrag dazu leistete, dass so viele Deutsche zur Begehung der Verbrechen bereit waren.
1943 erhielt er von Hitler eine Dotation in Höhe von 50.000 Reichsmark.

## Deportation von Juden aus Nürnberg
Liebel war als Oberbürgermeister, gemeinsam mit dem Polizeichef Benno Martin und der Geheimen Staatspolizei – im Verbund mit der Deutschen Reichsbahn, maßgeblich an der Verwaltung und Organisation der Deportationen beteiligt.

## Tod
Im April 1945 kehrte Liebel nach Nürnberg zurück. Im Palmenhofbunker, dem letzten von der lokalen NSDAP-Führung gehaltenen Standort am Polizeipräsidium, kam Liebel am 20. April 1945 durch Kopfschuss zu Tode. Die Leiche wurde am 25. April 1945 entdeckt und provisorisch am südwestlichen Eingang des Rochusfriedhofs bestattet. Ob Liebel durch Suizid, Tötung durch andere Bunkerinsassen oder durch Kampfhandlung starb, ist unbekannt. Im 1956 durchgeführten gerichtlichen Verfahren zur Todesfeststellung wurde von Zeugen ausgesagt, dass Liebel durch einen Kopfschuss am linken Ohr getötet wurde. Da Liebel Rechtshänder war, spräche dies für Fremdtötung. Die gerichtlich festgestellte Todesursache lautete jedoch auf Selbsttötung.
Speer schrieb in seinen Spandauer Tagebüchern, Streicher habe ihm auf der Anklagebank während der Nürnberger Prozesse mitgeteilt, er, Streicher, habe Liebel in den letzten Kriegstagen ermorden lassen. Nach Schilderung des überlebenden Kampfkommandanten Wolf erschoss Liebel sich gegen 00:30 Uhr am 20. April 1945 im Raum des Gauleiters Holz im Palmenhofbunker. Im Nürnberger Raum kursiert zudem die Ansicht, dass Liebel durch den langjährigen Gegner im lokalen Machtgefüge, den Gauleiter Karl Holz, erschossen worden sei. Nach Aussage des Kampfkommandanten Wolf beging Liebel Selbstmord; ein Gericht bezeichnete ihn als „Bilanzselbstmord“.
Liebel war zweimal verheiratet, zunächst mit Elisabeth Freiin Lochner, die 1926 an den Folgen einer Blutvergiftung starb. Anschließend heiratete er 1928 Else Schmidt. Aus der ersten Ehe stammen zwei, aus der zweiten Ehe vier Kinder.

## Historische Einordnung
In der Lokalgeschichte Nürnbergs fällt die Bewertung Liebels im Vergleich zu den anderen prominenten Nationalsozialisten vor Ort, dem im Februar 1940 ins Abseits geratenen und als NSDAP-Gauleiter abgesetzten Julius Streicher und seinem Nachfolger Karl Holz, geringfügig weniger scharf verurteilend aus. So wurde nach der Einnahme der Stadt Nürnberg am 20. April 1945 gemutmaßt, Liebel sei von Karl Holz erschossen worden, weil er (Liebel) den Kampf gegen die anrückende 3. und 45. US-Infanterie-Division aufgeben und die Stadt übergeben wollte. Ob dies zutreffend ist, wird nicht mehr zu ermitteln sein, da es nur einen überlebenden Zeugen aus dem inneren Führungszirkel gab. Gleichwohl vermittelt dieses Gerücht einen Einblick in die Sichtweise der Zeitgenossen. Diese Sichtweise wird unter anderem durch folgendes Ereignis gestützt: Hitler gab am 19. März 1945 den Nerobefehl aus. Demnach waren bei Annäherung der Alliierten an eine Stadt alle Einrichtungen der Infrastruktur zu zerstören, so etwa Gaswerke, Wasserwerke, Kläranlagen, Kraftwerke, Brücken, Fernmeldeämter; es lag in Hitlers erklärter Absicht, einerseits den Alliierten den Nutzen einer eingenommenen Stadt zu verringern und so ihren Vorwärtsdrang zu stoppen, andererseits erklärte er, dass man auf die primitivsten Bedürfnisse des deutschen Volkes keine Rücksicht mehr zu nehmen hätte:
Die lokale Auslösung des Nero-Befehls oblag dem nunmehrigen Gauleiter Karl Holz. Holz gab am 16. April 1945, bei Annäherung der ersten amerikanischen Kampfeinheiten (3. Inf.-Div. unter Generalmajor John W. O’Daniel und 45. Inf.-Div. unter Generalmajor T. Frederic der 7. US-Armee) an Nürnberg, den Befehl, die Selbstzerstörung auszulösen. Hierzu sollte über den Reichssender Nürnberg das Kommando „Achtung! Achtung! Sonderkommando Z: Code ‚Puma‘!“ gegeben werden. Im stillschweigenden oder ausdrücklichen Einvernehmen zwischen Liebel und dem Sprecher des Senders, Wachtmeister der Flak-Artillerie Arthur Schöddert, wurde dieser Befehl, der weitere, vermutlich Tausende von Menschenleben gefordert hätte, nicht gesendet; zugleich wurde Holz unzutreffend berichtet, dass er gesendet worden sei.
Liebel verfolgte damit in den letzten Tagen die Politik seines Vorgesetzten im Rüstungsministerium, Albert Speer, der ebenfalls den Nero-Befehl unterlief. Kampfkommandant Wolf ordnete daraufhin um 10:30 Uhr am 20. April 1945 die Einstellung der Kämpfe an und stellte den Einheiten ihr Handeln frei, ordnete jedoch nicht die Übergabe an; um 11:00 Uhr kapitulierten, von einzelnen marodierenden Soldaten abgesehen, die verbliebenen deutschen Truppen.
Durch das Unterlassen der Selbstzerstörung blieb die Zahl der auf deutscher Seite durch die Schlacht um Nürnberg getöteten Zivilisten bei 371. Ferner kamen 130 amerikanische Soldaten und mindestens 400 deutsche Soldaten und andere Kombattanten, insgesamt also mindestens 901 Menschen ums Leben.